# Norman Read
Norman Richard Read (13. srpna 1931 Portsmouth, Anglie – 22. května 1994 Pirongia, Waikato, Nový Zéland) byl novozélandský atlet, olympijský vítěz v chůzi na 50 km z roku 1956.

## Sportovní kariéra
Narodil se v Anglii, v roce 1953 se vystěhoval na Nový Zéland, kde pokračoval v tréninku sportovní chůze, i když v této zemi neměla zmíněná sportovní disciplína tradici. Velmi brzy se stal nejlepším chodcem v zemi. Startoval na olympiádě v Melbourne v roce 1956 na trati 50 km chůze. Až do třicátého kilometru byl druhý za Jevgenijem Maskinskovem ze Sovětského svazu, poté však zrychlil a na 42. kilometru se dostal do vedení a nakonec zvítězil s dvouminutovým náskokem. Startoval také na olympiádě v Římě v roce 1960, kde skončil pátý v závodě na 20 km chůze. V letech 1956 až 1976 získal osmnáct titulů mistra Nového Zélandu v chůzi.
Po skončení závodní kariéry byl atletickým trenérem, rozhodčím a funkcionářem.